# Szépkorú
A szépkorú Magyarországon - jogszabály szerint - olyan idős személy, aki a 90. életévét már betöltötte. Ezt az eufemisztikus (szépítő) kifejezést a köznyelvben néha ennél kevésbé idős, akár 60-70 éves korúakra is értik.

## Jubileumi köszöntés
Az ilyen személyek jubileumi köszöntéséről jogszabály rendelkezik. Ezek szerint a Kormány Magyarország nevében köszönti a 90., a 95., a 100., a 105., a 110. és a 115. életévüket betöltött, Magyarországon bejelentett lakóhellyel rendelkező
a) magyar állampolgárokat,
b) a szabad mozgás és tartózkodás jogával rendelkező személyek beutazásáról és tartózkodásáról szóló törvény (a továbbiakban: Szmtv.) szerint a szabad mozgás és tartózkodás jogával rendelkező személyeket, amennyiben az e bekezdés szerinti életkor (a továbbiakban: szépkor) betöltésének időpontjában az Szmtv.-ben meghatározottak szerint a szabad mozgás és a három hónapot meghaladó tartózkodási jogát Magyarország területén gyakorolják [az a)-b) pontban foglaltak a továbbiakban együtt: szépkorú személy]..
A jubileumi köszöntéssel okirat és a kormányrendeletben meghatározott összegű jubileumi juttatás jár.